# Victoria Station (Pinter)
Pour les articles homonymes, voir Victoria Station.
Victoria Station est une pièce de théâtre du dramaturge et prix Nobel de littérature anglais Harold Pinter. 
La pièce a été créée en octobre 1982 à Londres par le National Theatre dans une mise en scène de Peter Hall. Sous le titre Others places, le programme comprenait aussi les pièces A Kind of Alaska et Family Voices.
En France, la pièce a été créée le 12 juillet 1987 par Bernard Murat au Festival d'Avignon pour la Comédie-Française. Sous le titre Autres Horizons, le programme comprenait aussi les pièces Une sorte d'Alaska et Un pour la route.

## Festival d'Avignon,1987
- Mise en scène : Bernard Murat
- Texte Français : Éric Kahane
- Scénographie : Philippe Boudin
- Costumes : Bernadette Villard
- Lumières : Jacques Puisais
- le dispatcher : Michel Aumont
- le chauffeur : François Barbin